# バイアス (電子工学)

トランジスタの電流電圧特性（曲線）。直線は負荷抵抗の特性であり、その交点が動作点となる。動作点は歪みを生じることなく信号振幅が最大化するように選ばれる。

電子工学におけるバイアス（英: biasing）とは、電子部品を適切な条件で動作させるため、電気回路の各所に所定の電圧または電流を加えることをいう。
ダイオード、トランジスタ、真空管のようにACの時変信号を処理する電子素子も、正しい動作には一定のDC電圧もしくは電流（すなわちバイアス）を必要とする。これらの素子への入力は、DCのバイアス電圧もしくは電流にAC信号を重畳させたものとなる。
能動素子（トランジスタや真空管）に入力信号が印加されていないとき、特定の端子に生じるDC電圧もしくは電流を素子の動作点（バイアス点、静止点、Q点とも）という。素子につながれた回路のうち、この電圧もしくは電流を安定供給する役割を持つものをバイアス回路という。

## 概要
電子工学においてバイアスとは、交流回路に組み込まれたダイオード、トランジスタ、真空管などの電子部品を適切な条件で動作させるため、その部品の端子に一定のDC電圧または電流を印加することをいう。たとえば、増幅器に用いられるトランジスタには、相互コンダクタンス曲線の決まった領域で動作させるためにバイアス電圧を加える。真空管の場合も同じようにグリッド電極にグリッドバイアスを印加することが多い。
磁気テープへの録音音質を向上するため、記録ヘッドに印加されるオーディオ信号に高周波信号を重畳することもバイアスと呼ばれる。この方法は交流バイアス法として知られている。

## 線形回路における重要性
トランジスタを含む線形回路が正しく動作するには所定のDC電圧と電流が必要であり、それを与えるためにバイアス回路が用いられる。綿密なバイアスが必要となる例としてトランジスタ増幅器がある。増幅器が線形であれば、小さな信号が入力されると歪みを生じることなく大きな信号が出力される。この場合、動作点を基準とした出力は入力と厳密に比例して変化する。しかし、トランジスタの入出力特性は動作範囲のすべてにわたって線形ではないため、トランジスタ増幅器は近似的にしか線形動作を行わない。歪みを抑えるには、バイアスを調整することで、信号の振れ幅が最大のときもトランジスタの出力が線形領域を超えないように動作点を定める必要がある。バイポーラトランジスタ増幅器の場合、この要件はトランジスタを活性領域で動作させ、遮断領域や飽和領域に入れないことを意味する。MOSFET増幅器にも同じ要件があるが用語は異なり、遮断領域や線形領域を避けて飽和領域で動作させなければならない。

## バイポーラトランジスタ
バイポーラトランジスタではトランジスタが活性領域で動作するように動作点が決められ、さまざまな回路技術によってその電圧・電流が作られる。入力信号はこのバイアスに重畳される。トランジスタが飽和・遮断領域に達してクリッピング歪みが発生することなく最大の信号振幅を得られるように、バイアス点は直流負荷線の中央付近に取るのが普通である。特定のDCコレクター電圧において適切なDCコレクター電流が得られるように動作点を定めるプロセスをバイアスと呼ぶ。

## 真空管（熱電子管）
ゼロ入力信号（定常状態）の動作条件を確立するため、真空管のカソードを基準としてコントロール・グリッドに供給されるDC電圧をグリッド電圧という。
- 一般的なA級電圧アンプや、オーディオパワーアンプのA級およびAB1級の電力増幅段では、カソードに対して負のDCバイアス電圧がグリッドに与えられる。瞬間的なグリッド電圧（DCバイアスとAC入力信号の和）は、グリッド電流が流れ始める値や、カットオフが起きる値には達しない。
- 汎用真空管を用いたB級アンプでも負バイアスが行われるが、グリッド電圧はプレート電流のカットオフが起きると予想される値に設定される。バイアス電圧源はグリッド電流を供給するため抵抗が低くなければならない[3]。B級動作用に設計された真空管を使用する場合、バイアスはほぼゼロにできる。
- C級アンプには、プレート電流のカットオフが始まる点をはるかに超えた負バイアスが与えられる。入力信号の1サイクルのうち、グリッド電流が流れる時間は半分を大幅に下回る。

真空管にグリッドバイアスを与える方法は多数あり、一つの真空管に複数のバイアス法を同時に用いることもある。
- 固定バイアス: DC電圧を通過させる適当なインピーダンスを介して適当な電圧源に接続することで、グリッド電位を定める方法[2][4]。
- カソードバイアス（英語版）（自己バイアス）: カソードとグラウンドの間に直列抵抗を接続し、その抵抗で起きる電圧降下を利用する方式。グリッド回路のDCリターンをその抵抗の逆側に接続することで、グリッド電位をカソードに対して負にする[4]。
- グリッドリークバイアス：C級動作で見られるように、入力周波数サイクルの一部でグリッドが正に駆動されると、真空管中でグリッドに電子が飛び込む。入力側とグリッドの結合は容量性であり、結合コンデンサは負に帯電する。グリッドリーク抵抗を通って流れるグリッド電流によってコンデンサは放電されるが、時定数を入力信号の周期より大きく設定することで一定の帯電量を保つことができる。バイアス電圧はグリッドリーク抵抗とグリッド電流の積に等しくなる[4][5][6][7]。
- ブリーダバイアス: プレート電圧を供給するDC電源に抵抗を接続し、抵抗の中ほどから一定のグリッド電圧を取る。カソードはその抵抗のタップの一つに接続する。グリッドはDCパスとなる適当なインピーダンスを介してプレート電源の負側、もしくは抵抗の別のタップに接続される[1][8][9]。
- 初速度バイアス（接触バイアス）: グリッド電位がカソードと等しいとき、真空管中でカソードから放出される熱電子の一部はグリッドに入る。グリッドとカソードの間に通常1〜10 MΩの抵抗を入れておくと、この電子が流れる電圧降下によってグリッドがカソードに対して負の電位を持つ。グリッド電位と電流はやがて平衡値に達する[10][11][7]。

## マイクロフォン
動作に48 Vのファンタム電源を必要とするコンデンサマイクは「DCバイアス型」と呼ばれることがある。自発的な電気分極を持つ物質（エレクトレット）を用いたエレクトレット型コンデンサマイクの場合、マイク本体はバイアス電圧を必要としない。しかしこの型のマイクは接合型電界効果トランジスタ(JFET) によるインピーダンス変換器を備えているのが一般的で、その動作電流（0.1〜0.5 mA程度）がバイアスと呼ばれることが多い。

## 関連文献
- Boylestad, Robert L.; Nashelsky, Louis (2005). Electronic Devices and Circuit Theory. Prentice-Hall Career & Technology
- Patil, P. K.; Chitnis, M. M. (2005). Basic Electricity and Semiconductor Devices. Phadke Prakashan
- Sedra, Adel; Smith, Kenneth (2004). Microelectronic Circuits. Oxford University Press. ISBN 0-19-514251-9